# Klemetskog
Klemetskog (finska: Ruotsinkylä) är en by vid Tusby å i södra Tusby kommun i landskapet Nyland i Finland. Byn har cirka 1 200 invånare och gränsar till Sjöskog, Helsingfors-Vanda flygplats, Korso, Finnby och Riihikallio.
Den största delen av Klemetskog består av glesbygd med stora åkrar och skog. I byns östra del går motorvägen Tusbyleden och bredvid den finns Gamla Tusbyvägen (Vanha Tuusulantie). Här ligger även tätorten Landsvägsbyn (Maantiekylä), som delvis består av ett småindustriområde. Ett särskilt värdefullt kulturlandskap i Klemetskog är Tusby ås kulturlandskap.

## Historia

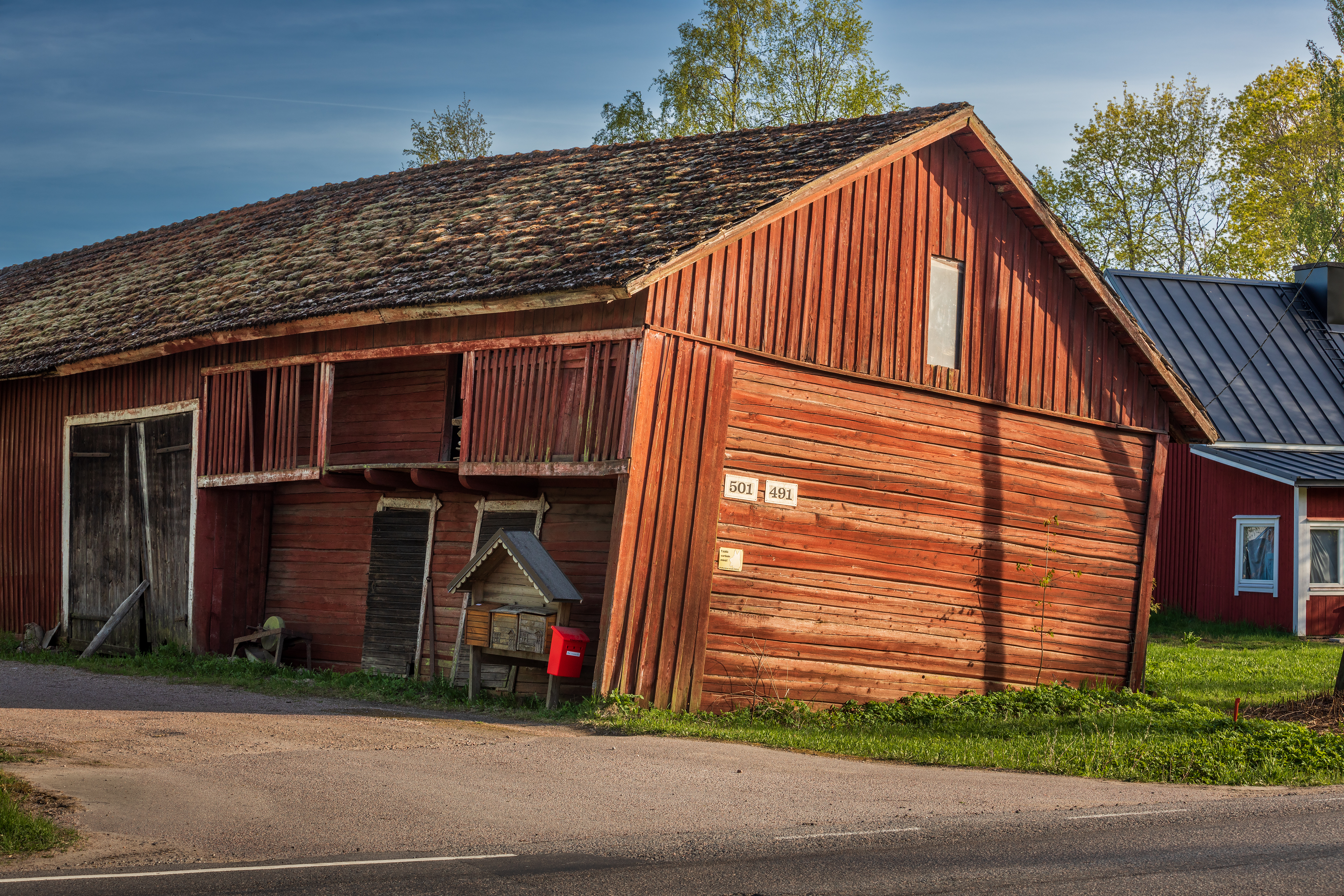
Gårdsmiljö i Klemetskog i maj 2022.

Byarna Klemetskog och Ytterkervo har varit svenskspråkiga sedan 1200-talet. Fram till 1600-talet var även grannbyarna Finnby och Skavaböle svenskspråkiga, till skillnad från andra byar i Tusby socken. När Tusby församling blev huvudförsamling på 1600-talet så ville invånarna i Klemetskog att byn skulle förbli en del av den då huvudsakligen svenskspråkiga Helsinge församling.
Byns namn tros härstamma från mansnamnet Klemet. Ett förslag är att namnet stammar från Jöns Klemetsson, som uppträder i Helsinge 1488. Byns finska namn betyder ´Svenskbyn´ och tros härstamma från byns svenskspråkiga invånare.
Under 1500-talet fanns elva gårdar i Klemetskog. Den största var Johannisberg rusthåll och de övriga var vanliga lantbruksgårdar. Dessutom fanns det två militieboställen, eller officershus, i byn: Jeppas och Wäfvars.

## Byförening
Byföreningen Klemetskogs Byförening r.f. är verksam i Klemetskog. Föreningens syfte är att främja byns livskraft och bevaka byns invånares intressen.

## Tjänster
I Klemetskog finns Tusby kommuns enda svenskspråkiga skola, Klemetskog skola. År 2024 beslutade Tusby kommun att skolan i september 2024 skulle flyttas till ett nytt campus i Skavaböle.